# Tour de Singkarak
Le Tour de Singkarak est une course cycliste par étapes organisée depuis 2009. L'épreuve qui se déroule chaque année en Indonésie est classée 2.2 sur l'UCI Asia Tour. Elle doit son nom au lac Singkarak, le plus grand lac du Sumatra occidental.

## Palmarès
| Année | Vainqueur         | Deuxième          | Troisième             |
| ----- | ----------------- | ----------------- | --------------------- |
| 2009  | Ghader Mizbani    | Amir Zargari      | Cameron Jennings      |
| 2010  | Ghader Mizbani    | Hossein Askari    | Amir Zargari          |
| 2011  | Amir Zargari      | Rahim Ememi       | Non attribué          |
| 2012  | Óscar Pujol       | Jai Crawford      | Chun Kai Feng         |
| 2013  | Ghader Mizbani    | Johan Coenen      | Amir Kolahdozhagh     |
| 2014  | Amir Zargari      | Rahim Ememi       | Ramin Mehrabani       |
| 2015  | Arvin Moazemi     | Amir Zargari      | Hossein Askari        |
| 2016  | Amir Kolahdozhagh | Dadi Suryadi      | Ricardo García Ambroa |
| 2017  | Khalil Khorshid   | Daniel Whitehouse | Yonathan Monsalve     |
| 2018  | Jesse Ewart       | Nikodemus Holler  | Ariya Phounsavath     |
| 2019  | Jesse Ewart       | Cristian Raileanu | Mirsamad Pourseyedi   |